# Zlatko Šugman
Zlatko Šugman (Gorišnica, 28 de agosto de 1932 – Ljubljana, 16 de diciembre de 2008) fue un actor de cine, teatro y telelvisión eslovano.

## Biografía
Šugman nació en Gorišnica, cerca de la localidad de Ptuj, en la antingua Yugoslavia. Se graduó en la Academia de Teatro, Radio, Cine y Televisión de Liubliana.
Apareció fue un rostro habitual en numerosas obras de teatro y películas cine yugoslavas. Conocido por su faceta cómica, la primera aparición de Šugman enm el cine fue en la película de 1962, Tistega lepega dne dirigida por France Štiglic. En televisión, Šugman apareció en numerosos dramas, comedias y shows para niños.
Šugman fue miembro del Teatro SLG Celje de 1958 hasta 1961 y del SNG Drama Maribor, Eslovenia, de 1961 a 1965. Es recordado por ser miembro del teatro Mestno gledalisce ljubljansko (MGL), el teatro municipal de Ljubljana durante 27 años.
Entre los premios de Šugman, se incluyen Premio Prešeren, el mayor reconocimiento para un actor en Eslovenia, por toda su trayectoria. También recibió el Borstnik Ring a toda una carrera. En 2001, Šugman was fue galardonado con el Premio Jezek por sus actuaciones en la televisión.
Zlatko Šugman murió en Ljubljana el 16 de diciembre de 2008 a la edad de 76 años.